# Lijst van rijksmonumenten in Utrecht (stad)/Oudegracht
De stad Utrecht telt in totaal 1.402 inschrijvingen in het rijksmonumentenregister, de Oudegracht in het centrum telt 222 rijksmonumenten. Hieronder een overzicht.
| Object | Oorspronkelijke functie?  | Bouwjaar                                                                   | Architect                             | Locatie                               | Coördinaten?                | Nr.?   | Afbeelding        |
| --- | ------------------------- | -------------------------------------------------------------------------- | ------------------------------------- | ------------------------------------- | --------------------------- | ------ | ----------------- |
| Pand met klokgevel | Woonhuis                  | middeleeuwen                                                               |                                       | Oudegracht 365                        | 52° 5' 2" NB, 5° 7' 21" OL  | 36588  | Meer afbeeldingen |
| Voormalige brouwerij "de Boog", klokgevel | Industrie                 | 18e eeuw                                                                   |                                       | Oudegracht 367                        | 52° 5' 2" NB, 5° 7' 21" OL  | 36589  | Meer afbeeldingen |
| Sint-Martinuskerk | Kerk en kerkonderdeel     | Alfred Tepe, 1901                                                          |                                       | Oudegracht 401                        | 52° 4' 58" NB, 5° 7' 19" OL | 36590  | Meer afbeeldingen |
| Pand met lijstgevel | Werk-woonhuis             | 19e eeuw                                                                   |                                       | Oudegracht 2                          | 52° 5' 46" NB, 5° 6' 59" OL | 36591  | Meer afbeeldingen |
| Pand met lijstgevel, schilddak | Woonhuis                  |                                                                            |                                       | Oudegracht 6                          | 52° 5' 46" NB, 5° 6' 59" OL | 36592  | Meer afbeeldingen |
| Pand met lijstgevel, schilddak | Woonhuis                  | middeleeuwen                                                               |                                       | Oudegracht 8                          | 52° 5' 46" NB, 5° 6' 59" OL | 36593  | Meer afbeeldingen |
| Pand met lijstgevel | Woonhuis                  | laat 19e eeuw                                                              |                                       | Oudegracht 10                         | 52° 5' 45" NB, 5° 6' 60" OL | 36594  | Meer afbeeldingen |
| Pand met lijstgevel, onder een dak met het buurpand nummer 14                                                                                             | Werk-woonhuis             | 19e eeuw                                                                   |                                       | Oudegracht 12                         | 52° 5' 45" NB, 5° 6' 59" OL | 36595  | Meer afbeeldingen |
| Pand met lijstgevel, onder een dak met het buurpand nummer 12                                                                                             | Werk-woonhuis             | 19e eeuw                                                                   |                                       | Oudegracht 14                         | 52° 5' 45" NB, 5° 6' 60" OL | 36596  | Meer afbeeldingen |
| Pand met lijstgevel | Werk-woonhuis             | 19e eeuw                                                                   |                                       | Oudegracht 16                         | 52° 5' 45" NB, 5° 6' 60" OL | 36597  | Meer afbeeldingen |
| De Moriaan | Werk-woonhuis             | 19e eeuw                                                                   |                                       | Oudegracht 18                         | 52° 5' 45" NB, 5° 7' 0" OL  | 36598  | Meer afbeeldingen |
| Pand, lijstgevel met schilddak, inwendig oudere oorsprong                                                                                                 | Werk-woonhuis             | 17e eeuw, inwendig ouder                                                   |                                       | Oudegracht 20                         | 52° 5' 45" NB, 5° 6' 60" OL | 36599  | Meer afbeeldingen |
| Pand met lijstgevel | Woonhuis                  | 19e eeuw                                                                   |                                       | Oudegracht 26                         | 52° 5' 44" NB, 5° 7' 0" OL  | 36600  | Meer afbeeldingen |
| Pand met lijstgevel | Werk-woonhuis             | 19e eeuw                                                                   |                                       | Oudegracht 28                         | 52° 5' 44" NB, 5° 7' 0" OL  | 36601  | Meer afbeeldingen |
| Pand met lijstgevel | Woonhuis                  | 19e eeuw                                                                   |                                       | Oudegracht 32                         | 52° 5' 44" NB, 5° 7' 0" OL  | 16903  | Meer afbeeldingen |
| Pand met lijstgevel | Woonhuis                  | 19e eeuw                                                                   |                                       | Oudegracht 30                         | 52° 5' 44" NB, 5° 7' 1" OL  | 31027  | Meer afbeeldingen |
| Pand met lijstgevel | Woonhuis                  | 19e eeuw                                                                   |                                       | Oudegracht 34                         | 52° 5' 43" NB, 5° 7' 1" OL  | 31028  | Meer afbeeldingen |
| Pand met lijstgevel | Woonhuis                  |                                                                            |                                       | Oudegracht 44                         | 52° 5' 43" NB, 5° 7' 1" OL  | 31029  | Meer afbeeldingen |
| Lijstgevel; oorspronkelijk een nog aanwezig groot middeleeuws huis                                                                                        | Woonhuis                  | 19e eeuw (gevel)                                                           |                                       | Oudegracht 46bis                      | 52° 5' 42" NB, 5° 7' 1" OL  | 31030  | Meer afbeeldingen |
| Pand met lijstgevel | Woonhuis                  | middeleeuwen 18e eeuw (verbouwing)                                         |                                       | Oudegracht 48                         | 52° 5' 42" NB, 5° 7' 1" OL  | 31031  | Meer afbeeldingen |
| Pand met lijstgevel | Woonhuis                  |                                                                            |                                       | Oudegracht 50                         | 52° 5' 42" NB, 5° 7' 1" OL  | 31032  | Meer afbeeldingen |
| Pand met lijstgevel | Woonhuis                  |                                                                            |                                       | Oudegracht 66                         | 52° 5' 40" NB, 5° 7' 1" OL  | 31033  | Meer afbeeldingen |
| Pand met lijstgevel | Woonhuis                  |                                                                            |                                       | Oudegracht 68                         | 52° 5' 40" NB, 5° 7' 1" OL  | 31034  | Meer afbeeldingen |
| Pand met lijstgevel, dat zijn monumentale waarde uitsluitend ontleend aan een voorhuis                                                                    | Woonhuis                  |                                                                            |                                       | Oudegracht 76                         | 52° 5' 40" NB, 5° 7' 1" OL  | 31035  | Meer afbeeldingen |
| Pand met lijstgevel | Woonhuis                  |                                                                            |                                       | Oudegracht 78                         | 52° 5' 39" NB, 5° 7' 1" OL  | 31036  | Meer afbeeldingen |
| Pand met lijstgevel | Woonhuis                  |                                                                            |                                       | Oudegracht 82                         | 52° 5' 39" NB, 5° 7' 1" OL  | 31037  | Meer afbeeldingen |
| Ten Hert, ook wel Het Hertenhuis of Ten Hart | Woonhuis                  | 13e eeuw, mogelijk                                                         | onbekend                              | Oudegracht 86                         | 52° 5' 39" NB, 5° 7' 1" OL  | 31038  | Meer afbeeldingen |
| Klein huis ter Hart met twee gepleisterde lijstgevels | Woonhuis                  | middeleeuwen (linker huis)                                                 |                                       | Oudegracht 88                         | 52° 5' 38" NB, 5° 7' 2" OL  | 31039  | Meer afbeeldingen |
| Pand met lijstgevel | Woonhuis                  |                                                                            |                                       | Oudegracht 90                         | 52° 5' 38" NB, 5° 7' 1" OL  | 31040  | Meer afbeeldingen |
| Den Grooten Helm (pand met lijstgevel) | Woonhuis                  |                                                                            |                                       | Oudegracht 92                         | 52° 5' 38" NB, 5° 7' 1" OL  | 31041  | Meer afbeeldingen |
| Drakenburg | Woonhuis                  | deels 14e-eeuws of nog eerder                                              |                                       | Oudegracht 114                        | 52° 5' 33" NB, 5° 7' 2" OL  | 31042  | Meer afbeeldingen |
| Pand met lijstgevel | Woonhuis                  | 19e eeuw                                                                   |                                       | Oudegracht 116                        | 52° 5' 33" NB, 5° 7' 2" OL  | 31043  | Meer afbeeldingen |
| Huis De Keyser | Werk-woonhuis             | tweede helft 19e eeuw                                                      |                                       | Oudegracht 120                        | 52° 5' 33" NB, 5° 7' 2" OL  | 31045  | Meer afbeeldingen |
| De Koning David | Woonhuis                  |                                                                            |                                       | Oudegracht 122                        | 52° 5' 33" NB, 5° 7' 2" OL  | 31046  | Meer afbeeldingen |
| De Drie Kolven | Woonhuis                  | 1731                                                                       |                                       | Oudegracht 124                        | 52° 5' 32" NB, 5° 7' 2" OL  | 31047  | Meer afbeeldingen |
| Pand met lijstgevel | Woonhuis                  |                                                                            |                                       | Oudegracht 130                        | 52° 5' 32" NB, 5° 7' 2" OL  | 31048  | Meer afbeeldingen |
| Pand met halsgevel met hardstenen zijkleppen | Woonhuis                  | 1609                                                                       |                                       | Oudegracht 132                        | 52° 5' 32" NB, 5° 7' 2" OL  | 31049  | Meer afbeeldingen |
| Putruwiel | Woonhuis                  | tweede helft 14e eeuw                                                      |                                       | Oudegracht 134                        | 52° 5' 32" NB, 5° 7' 2" OL  | 31050  | Meer afbeeldingen |
| Hoofdhuis van twee bouwlagen, een kap loodrecht op de straat, een kelder en een werfkelder, met een zijhuis van drie verdiepingen en kelder               | Werk-woonhuis             | middeleeuwen                                                               |                                       | Oudegracht 142                        | 52° 5' 31" NB, 5° 7' 4" OL  | 470312 | Meer afbeeldingen |
| Groot Colenberch | Werk-woonhuis             | middeleeuwen                                                               |                                       | Oudegracht 144                        | 52° 5' 31" NB, 5° 7' 4" OL  | 470313 | Meer afbeeldingen |
| Een in wezen middeleeuws huis met een midden-19e-eeuwse voorgevel, bestaande uit drie bouwlagen, kap loodrecht op de straat, een kelder en een werfkelder | Werk-woonhuis             | middeleeuwen                                                               |                                       | Oudegracht 152                        | 52° 5' 31" NB, 5° 7' 5" OL  | 470314 | Meer afbeeldingen |
| Winkel van Sinkel | Woonhuis                  | 1837-1839                                                                  | Pieter Adams                          | Oudegracht 158                        | 52° 5' 32" NB, 5° 7' 7" OL  | 31051  | Meer afbeeldingen |
| Pand met topgevel met natuurstenen banden en gekoppelde bogen met geornamenteerde vullingen                                                               | Werk-woonhuis             | 17e eeuw                                                                   |                                       | Oudegracht 168                        | 52° 5' 23" NB, 5° 7' 16" OL | 31052  | Meer afbeeldingen |
| Pand met lijstgevel | Woonhuis                  | 19e eeuw                                                                   |                                       | Oudegracht 184                        | 52° 5' 22" NB, 5° 7' 17" OL | 31053  | Meer afbeeldingen |
| Pand met lijstgevel | Woonhuis                  | 19e eeuw                                                                   |                                       | Oudegracht 186                        | 52° 5' 21" NB, 5° 7' 17" OL | 31054  | Meer afbeeldingen |
| Pand met gevel met getande kroonlijst, aanvang | Woonhuis                  | aanvang 19e eeuw                                                           |                                       | Oudegracht 190                        | 52° 5' 21" NB, 5° 7' 18" OL | 31055  | Meer afbeeldingen |
| Pand met lijstgevel | Woonhuis                  | 19e eeuw                                                                   |                                       | Oudegracht 192                        | 52° 5' 21" NB, 5° 7' 18" OL | 31056  | Meer afbeeldingen |
| Pand met pilastergevel door rechte kroonlijst gedekt | Woonhuis                  | 18e eeuw                                                                   |                                       | Oudegracht 194                        | 52° 5' 21" NB, 5° 7' 17" OL | 31057  | Meer afbeeldingen |
| Pand met lijstgevel. Fraaie achtergevel met natuurstenen vierpassen                                                                                       | Woonhuis                  | 18e eeuw (gevel) middeleeuwen (achter liggend huis)                        |                                       | Oudegracht 198                        | 52° 5' 20" NB, 5° 7' 18" OL | 31058  | Meer afbeeldingen |
| Pand met lijstgevel met consoles | Werk-woonhuis             | 18e eeuw                                                                   |                                       | Oudegracht 204                        | 52° 5' 20" NB, 5° 7' 18" OL | 31059  | Meer afbeeldingen |
| Pand met lijstgevel | Woonhuis                  | 19e eeuw                                                                   |                                       | Oudegracht 206                        | 52° 5' 20" NB, 5° 7' 18" OL | 31060  | Meer afbeeldingen |
| Pand met lijstgevel | Woonhuis                  | 19e eeuw                                                                   |                                       | Oudegracht 208                        | 52° 5' 20" NB, 5° 7' 18" OL | 31061  | Meer afbeeldingen |
| Pand met lijstgevel | Werk-woonhuis             | 19e eeuw                                                                   |                                       | Oudegracht 210                        | 52° 5' 20" NB, 5° 7' 18" OL | 31062  | Meer afbeeldingen |
| Pand met lijstgevel | Woonhuis                  |                                                                            |                                       | Oudegracht 212                        | 52° 5' 19" NB, 5° 7' 18" OL | 31063  | Meer afbeeldingen |
| Pand met lijstgevel | Werk-woonhuis             | 18e eeuw                                                                   |                                       | Oudegracht 214                        | 52° 5' 19" NB, 5° 7' 18" OL | 31064  | Meer afbeeldingen |
| De Bel | Woonhuis                  | 18e eeuw                                                                   |                                       | Oudegracht 216                        | 52° 5' 19" NB, 5° 7' 18" OL | 31065  | Meer afbeeldingen |
| Rodenburgh | Woonhuis                  | 18e eeuw                                                                   |                                       | Oudegracht 218                        | 52° 5' 19" NB, 5° 7' 18" OL | 31066  | Meer afbeeldingen |
| Pand met lijstgevel | Werk-woonhuis             | tweede helft 19e eeuw                                                      |                                       | Oudegracht 222                        | 52° 5' 18" NB, 5° 7' 18" OL | 31067  | Meer afbeeldingen |
| De Vijgeton | Werk-woonhuis             | aanvang 19e eeuw                                                           |                                       | Oudegracht 226                        | 52° 5' 18" NB, 5° 7' 19" OL | 31069  | Meer afbeeldingen |
| Pand met hoge smalle lijstgevel met zadeldak, ong | Woonhuis                  | 18e eeuw                                                                   |                                       | Oudegracht 232                        | 52° 5' 17" NB, 5° 7' 19" OL | 31070  | Meer afbeeldingen |
| Pand met lijstgevel | Woonhuis                  | 18e eeuw                                                                   |                                       | Oudegracht 234                        | 52° 5' 17" NB, 5° 7' 19" OL | 31071  | Meer afbeeldingen |
| De Meermin | Werk-woonhuis             | eerste helft 19e eeuw                                                      |                                       | Oudegracht 238                        | 52° 5' 17" NB, 5° 7' 19" OL | 31072  | Meer afbeeldingen |
| Pand met lijstgevel | Werk-woonhuis             | tweede helft 18e eeuw                                                      |                                       | Oudegracht 240                        | 52° 5' 16" NB, 5° 7' 19" OL | 31073  | Meer afbeeldingen |
| De dri Kalckdragers | Werk-woonhuis             | 1700                                                                       |                                       | Oudegracht 242                        | 52° 5' 16" NB, 5° 7' 19" OL | 31074  | Meer afbeeldingen |
| Pand met trapgevel | Werk-woonhuis             | 17e eeuw                                                                   |                                       | Oudegracht 244                        | 52° 5' 16" NB, 5° 7' 19" OL | 31075  | Meer afbeeldingen |
| Pand met lijstgevel | Werk-woonhuis             | 19e eeuw                                                                   |                                       | Oudegracht 254                        | 52° 5' 15" NB, 5° 7' 20" OL | 31076  | Meer afbeeldingen |
| Den IJzerberch | Woonhuis                  | 19e eeuw                                                                   |                                       | Oudegracht 256                        | 52° 5' 15" NB, 5° 7' 21" OL | 31077  | Meer afbeeldingen |
| De Vergulde Koevoet | Woonhuis                  | 19e eeuw                                                                   |                                       | Oudegracht 258                        | 52° 5' 15" NB, 5° 7' 20" OL | 31078  | Meer afbeeldingen |
| Pand met lijstgevel | Woonhuis                  |                                                                            |                                       | Oudegracht 260                        | 52° 5' 15" NB, 5° 7' 20" OL | 31079  | Meer afbeeldingen |
| Pand bestaande uit twee bouwlagen en een kap van 9 balkvakken diep, gelegen op de hoek van de oudegracht en de regulierensteeg                            | Werk-woonhuis             | 17e eeuw (hoofdopzet)                                                      |                                       | Oudegracht 266                        | 52° 5' 14" NB, 5° 7' 20" OL | 31082  | Meer afbeeldingen |
| Geheel onderkelderd pand, bestaande uit twee lagen met een kap                                                                                            | Werk-woonhuis             | 17e eeuw (hoofdopzet)                                                      |                                       | Oudegracht 268                        | 52° 5' 14" NB, 5° 7' 20" OL | 31083  | Meer afbeeldingen |
| Doopsgezinde kerk inclusief orgel | Kerk en kerkonderdeel     | Kerkgebouw ontstaan na verbouwing in 1773 van een middeleeuws grachtenpand | Willem de Haan (1773)                 | Oudegracht 270                        | 52° 5' 14" NB, 5° 7' 20" OL | 31084  | Meer afbeeldingen |
| Pand met lijstgevel | Werk-woonhuis             | 18e eeuw                                                                   |                                       | Oudegracht 272                        | 52° 5' 13" NB, 5° 7' 20" OL | 31085  | Meer afbeeldingen |
| Pand met lijstgevel | Werk-woonhuis             | 19e eeuw                                                                   |                                       | Oudegracht 274                        | 52° 5' 13" NB, 5° 7' 21" OL | 31086  | Meer afbeeldingen |
| 't Wittebrootskint | Werk-woonhuis             | 19e eeuw                                                                   |                                       | Oudegracht 276                        | 52° 5' 13" NB, 5° 7' 20" OL | 31087  | Meer afbeeldingen |
| Hoekpand, drie bouwlagen, met zadeldak met wolfseind aan de voorzijde                                                                                     | Woonhuis                  | 17e eeuw                                                                   |                                       | Oudegracht 277                        | 52° 5' 11" NB, 5° 7' 18" OL | 470310 | Meer afbeeldingen |
| Pand met lijstgevel | Woonhuis                  | 19e eeuw                                                                   |                                       | Oudegracht 278                        | 52° 5' 13" NB, 5° 7' 21" OL | 31088  | Meer afbeeldingen |
| Pand met lijstgevel | Werk-woonhuis             | 1728                                                                       |                                       | Oudegracht 280                        | 52° 5' 13" NB, 5° 7' 21" OL | 31089  | Meer afbeeldingen |
| Pand met lijstgevel | Werk-woonhuis             | 19e eeuw                                                                   |                                       | Oudegracht 282                        | 52° 5' 13" NB, 5° 7' 20" OL | 31090  | Meer afbeeldingen |
| Pand met lijstgevel | Woonhuis                  |                                                                            |                                       | Oudegracht 284                        | 52° 5' 13" NB, 5° 7' 21" OL | 31091  | Meer afbeeldingen |
| De Swaerte Gallei | Werk-woonhuis             |                                                                            |                                       | Oudegracht 286                        | 52° 5' 12" NB, 5° 7' 21" OL | 31092  | Meer afbeeldingen |
| Pand met lijstgevel en gave ingang | Woonhuis                  | ca. 1800                                                                   |                                       | Oudegracht 290                        | 52° 5' 12" NB, 5° 7' 21" OL | 31093  | Meer afbeeldingen |
| Pand met lijstgevel | Werk-woonhuis             |                                                                            |                                       | Oudegracht 292                        | 52° 5' 12" NB, 5° 7' 21" OL | 31095  | Meer afbeeldingen |
| Pand met klokgevel met natuurstenen randen en kuif | Woonhuis                  | 1728                                                                       |                                       | Oudegracht 294                        | 52° 5' 12" NB, 5° 7' 21" OL | 31096  | Meer afbeeldingen |
| Pand met lijstgevel | Werk-woonhuis             | 19e eeuw                                                                   |                                       | Oudegracht 296                        | 52° 5' 12" NB, 5° 7' 21" OL | 31097  | Meer afbeeldingen |
| Pand met klokgevel | Werk-woonhuis             | 18e eeuw                                                                   |                                       | Oudegracht 298                        | 52° 5' 11" NB, 5° 7' 21" OL | 31098  | Meer afbeeldingen |
| Pand met gevel, kroonlijst met muizetanden | Werk-woonhuis             | 19e eeuw                                                                   |                                       | Oudegracht 300                        | 52° 5' 11" NB, 5° 7' 21" OL | 31099  | Meer afbeeldingen |
| Pand met lijstgevel | Werk-woonhuis             | 1682 grotendeels herbouwd, nadien verbouwd                                 | Ghijsbert Theunisz. van Vianen (1682) | Oudegracht 302                        | 52° 5' 11" NB, 5° 7' 21" OL | 31100  | Meer afbeeldingen |
| Pand met tongewelfde kelders moer- en kinderbalken en kapconstructie                                                                                      | Werk-woonhuis             | 17e eeuw                                                                   |                                       | Oudegracht 308                        | 52° 5' 10" NB, 5° 7' 21" OL | 31101  | Meer afbeeldingen |
| Zeer diep huis met links achter een zijhuis | Werk-woonhuis             | eerste kwart 14e eeuw                                                      |                                       | Oudegracht 310                        | 52° 5' 10" NB, 5° 7' 21" OL | 31102  | Meer afbeeldingen |
| Pand met langgerekte gevel met rechte kroonlijst | Werk-woonhuis             | aanvang 19e eeuw                                                           |                                       | Oudegracht 312                        | 52° 5' 10" NB, 5° 7' 22" OL | 31103  | Meer afbeeldingen |
| Payenborg | Werk-woonhuis             | 14e eeuw (ontstaan)                                                        |                                       | Oudegracht 320                        | 52° 5' 9" NB, 5° 7' 22" OL  | 31104  | Meer afbeeldingen |
| Pand met lijstgevel | Woonhuis                  | 19e eeuw                                                                   |                                       | Oudegracht 322                        | 52° 5' 8" NB, 5° 7' 22" OL  | 31105  | Meer afbeeldingen |
| Pand met lijstgevel | Woonhuis                  | 19e eeuw                                                                   |                                       | Oudegracht 342                        | 52° 5' 6" NB, 5° 7' 23" OL  | 31106  | Meer afbeeldingen |
| Pand met in- en uitgezwenkte halsgevel | Woonhuis                  | 18e eeuw                                                                   |                                       | Oudegracht 346                        | 52° 5' 6" NB, 5° 7' 23" OL  | 31107  | Meer afbeeldingen |
| Pand met lijstgevel | Woonhuis                  | 19e eeuw                                                                   |                                       | Oudegracht 348                        | 52° 5' 6" NB, 5° 7' 23" OL  | 31108  | Meer afbeeldingen |
| Gesloten Steen | Straatmeubilair           |                                                                            |                                       | Oudegracht bij 364                    | 52° 5' 4" NB, 5° 7' 23" OL  | 31110  | Meer afbeeldingen |
| Pand met 18e-eeuwse gevel met rechte kroonlijst | Woonhuis                  | 18e eeuw (gevel)                                                           |                                       | Oudegracht 378                        | 52° 5' 3" NB, 5° 7' 24" OL  | 31111  | Meer afbeeldingen |
| Pand met 18e-eeuwse gevel met rechte kroonlijst | Werk-woonhuis             | 18e eeuw (gevel)                                                           |                                       | Oudegracht 382                        | 52° 5' 2" NB, 5° 7' 24" OL  | 31112  | Meer afbeeldingen |
| Pand met lijstgevel, ouder huis aanwezig | Woonhuis                  |                                                                            |                                       | Oudegracht 3                          | 52° 5' 45" NB, 5° 6' 58" OL | 36483  | Meer afbeeldingen |
| 't Coornhuys | Werk-woonhuis             |                                                                            |                                       | Oudegracht 5                          | 52° 5' 45" NB, 5° 6' 57" OL | 36484  | Meer afbeeldingen |
| Die Vergulde Craen | Werk-woonhuis             | 14e eeuw (bouw) 18e eeuw (verbouwing)                                      |                                       | Oudegracht 17                         | 52° 5' 45" NB, 5° 6' 58" OL | 36485  | Meer afbeeldingen |
| Werfmuur en balie | Waterweg, werf en haven   |                                                                            |                                       | Oudegracht 21-werf                    | 52° 5' 45" NB, 5° 6' 58" OL | 36486  | Meer afbeeldingen |
| Eenvoudige lijstgevel met fraaie empire deur | Woonhuis                  |                                                                            |                                       | Oudegracht 27                         | 52° 5' 44" NB, 5° 6' 58" OL | 36487  | Meer afbeeldingen |
| Pand met gepleisterde lijstgevel | Woonhuis                  | voor 19e eeuw (oorsprong)                                                  |                                       | Oudegracht 29                         | 52° 5' 44" NB, 5° 6' 58" OL | 36488  | Meer afbeeldingen |
| Pand met lijstgevel | Woonhuis                  | voor 19e eeuw (oorsprong)                                                  |                                       | Oudegracht 41                         | 52° 5' 42" NB, 5° 6' 59" OL | 36489  | Meer afbeeldingen |
| Pand met lijstgevel | Woonhuis                  | 19e eeuw                                                                   |                                       | Oudegracht 43                         | 52° 5' 42" NB, 5° 6' 59" OL | 36490  | Meer afbeeldingen |
| De Oude Bok | Woonhuis                  | vermoedelijk laat-16e-eeuws                                                |                                       | Oudegracht 45                         | 52° 5' 42" NB, 5° 6' 59" OL | 36491  | Meer afbeeldingen |
| De Galisse | Woonhuis                  | 17e eeuw                                                                   |                                       | Oudegracht 47                         | 52° 5' 42" NB, 5° 6' 58" OL | 36492  | Meer afbeeldingen |
| Groot Cranesteyn | Woonhuis                  | 14e eeuw (opzet)                                                           |                                       | Oudegracht 53                         | 52° 5' 41" NB, 5° 6' 59" OL | 36493  | Meer afbeeldingen |
| Klein Cranesteyn | Woonhuis                  |                                                                            |                                       | Oudegracht 55                         | 52° 5' 41" NB, 5° 6' 59" OL | 36494  | Meer afbeeldingen |
| Pand met lijstgevel | Woonhuis                  | 17e eeuw                                                                   |                                       | Oudegracht 57                         | 52° 5' 40" NB, 5° 6' 58" OL | 36495  | Meer afbeeldingen |
| Pand met lijstgevel bepleisterd | Werk-woonhuis             | 19e eeuw (aanzien)                                                         |                                       | Oudegracht 63                         | 52° 5' 40" NB, 5° 6' 59" OL | 36496  | Meer afbeeldingen |
| Pand met lijstgevel bepleisterd | Werk-woonhuis             | 19e eeuw                                                                   |                                       | Oudegracht 65                         | 52° 5' 39" NB, 5° 6' 58" OL | 36497  | Meer afbeeldingen |
| Pand met lijstgevel gepleisterd | Werk-woonhuis             | 19e eeuw                                                                   |                                       | Oudegracht 67                         | 52° 5' 39" NB, 5° 6' 58" OL | 36498  | Meer afbeeldingen |
| Sint-Augustinuskerk | Kerk en kerkonderdeel     | 1839-1840                                                                  |                                       | Oudegracht 69                         | 52° 5' 39" NB, 5° 6' 58" OL | 36499  | Meer afbeeldingen |
| 't Vagevuur | Woonhuis                  | 17e eeuw                                                                   |                                       | Oudegracht 71                         | 52° 5' 38" NB, 5° 6' 59" OL | 36500  | Meer afbeeldingen |
| Oudaen | Werk-woonhuis             | kort na 1300                                                               |                                       | Oudegracht 99                         | 52° 5' 34" NB, 5° 6' 59" OL | 36501  | Meer afbeeldingen |
| Panden met twee gevels met doorlopende rechte kroonlijst                                                                                                  | Woonhuis                  | 18e eeuw                                                                   |                                       | Oudegracht 107                        | 52° 5' 32" NB, 5° 6' 59" OL | 36502  | Meer afbeeldingen |
| Klein Fresenburch | Werk-woonhuis             | 1569                                                                       |                                       | Oudegracht 111                        | 52° 5' 32" NB, 5° 6' 59" OL | 36503  | Meer afbeeldingen |
| Groot Fresenburch | Werk-woonhuis             | 13e eeuw                                                                   |                                       | Oudegracht 113                        | 52° 5' 32" NB, 5° 6' 59" OL | 36504  | Meer afbeeldingen |
| Klein Blankenburgh | Werk-woonhuis             | 18e eeuw                                                                   |                                       | Oudegracht 119                        | 52° 5' 31" NB, 5° 6' 59" OL | 36505  | Meer afbeeldingen |
| Groot Blankenburgh | Werk-woonhuis             | 19e eeuw                                                                   |                                       | Oudegracht 121                        | 52° 5' 31" NB, 5° 6' 59" OL | 36506  | Meer afbeeldingen |
| Blankenburgh | Werk-woonhuis             | 18e eeuw                                                                   |                                       | Oudegracht 123                        | 52° 5' 31" NB, 5° 6' 59" OL | 36507  | Meer afbeeldingen |
| Schinckelenborch | Werk-woonhuis             | 19e eeuw / middeleeuwen / 18e eeuw                                         |                                       | Oudegracht 125                        | 52° 5' 31" NB, 5° 6' 59" OL | 36508  | Meer afbeeldingen |
| Pand met in- en uitgezwenkte klokgevel | Werk-woonhuis             | 14e eeuw mogelijk, later gesplitst en meermaals verbouwd                   |                                       | Oudegracht 133                        | 52° 5' 30" NB, 5° 7' 1" OL  | 36509  | Meer afbeeldingen |
| Cleijn Schorrenburch | Werk-woonhuis             | eind 18e eeuw                                                              |                                       | Oudegracht 139                        | 52° 5' 29" NB, 5° 7' 3" OL  | 36510  | Meer afbeeldingen |
| Pand met pompeuze gevel | Woonhuis                  | tweede helft 19e eeuw                                                      |                                       | Oudegracht 147                        | 52° 5' 29" NB, 5° 7' 5" OL  | 36511  | Meer afbeeldingen |
| Pand met gepleisterde lijstgevel | Werk-woonhuis             | middeleeuwen (opzet)                                                       |                                       | Oudegracht 149                        | 52° 5' 29" NB, 5° 7' 5" OL  | 36512  | Meer afbeeldingen |
| Groot Groenewoude | Werk-woonhuis             | 13e eeuw                                                                   |                                       | Oudegracht 151                        | 52° 5' 29" NB, 5° 7' 5" OL  | 36513  | Meer afbeeldingen |
| Klein Groenewoude | Werk-woonhuis             |                                                                            |                                       | Oudegracht 153                        | 52° 5' 29" NB, 5° 7' 6" OL  | 36514  | Meer afbeeldingen |
| Pand met lijstgevel | Woonhuis                  |                                                                            |                                       | Oudegracht 155                        | 52° 5' 29" NB, 5° 7' 6" OL  | 36515  | Meer afbeeldingen |
| Rosendael | Werk-woonhuis             | 18e eeuw                                                                   |                                       | Oudegracht 157                        | 52° 5' 29" NB, 5° 7' 7" OL  | 36516  | Meer afbeeldingen |
| Den Gulden Coppe | Werk-woonhuis             | 18e eeuw                                                                   |                                       | Oudegracht 159                        | 52° 5' 29" NB, 5° 7' 7" OL  | 36517  | Meer afbeeldingen |
| Royestein | Werk-woonhuis             | 18e eeuw                                                                   |                                       | Oudegracht 175                        | 52° 5' 21" NB, 5° 7' 15" OL | 36518  | Meer afbeeldingen |
| Pand met gevel met rechte kroonlijst | Werk-woonhuis             | 19e eeuw                                                                   |                                       | Oudegracht 177                        | 52° 5' 20" NB, 5° 7' 15" OL | 36519  | Meer afbeeldingen |
| Pand met gevel met rechte kroonlijst | Werk-woonhuis             | 13e eeuw, o.a. rond 1315 verbouwd                                          |                                       | Oudegracht 179                        | 52° 5' 20" NB, 5° 7' 15" OL | 36520  | Meer afbeeldingen |
| Pand met gevel met rechte kroonlijst | Werk-woonhuis             |                                                                            |                                       | Oudegracht 181                        | 52° 5' 20" NB, 5° 7' 15" OL | 36521  | Meer afbeeldingen |
| Pand met gevel met rechte kroonlijst, aanvang | Werk-woonhuis             | aanvang 19e eeuw                                                           |                                       | Oudegracht 183                        | 52° 5' 20" NB, 5° 7' 15" OL | 36522  | Meer afbeeldingen |
| Pand met gevel met rechte kroonlijst, aanvang | Woonhuis                  | aanvang 19e eeuw                                                           |                                       | Oudegracht 185                        | 52° 5' 20" NB, 5° 7' 15" OL | 36523  | Meer afbeeldingen |
| Huis Ten Putten | Werk-woonhuis             | 1300, circa                                                                |                                       | Oudegracht 187                        | 52° 5' 20" NB, 5° 7' 15" OL | 36524  | Meer afbeeldingen |
| Pand met zeer hoge gevel met rechte kroonlijst | Woonhuis                  | 19e eeuw                                                                   |                                       | Oudegracht 189                        | 52° 5' 19" NB, 5° 7' 16" OL | 36525  | Meer afbeeldingen |
| Pand met gevel met rechte getande kroonlijst | Woonhuis                  |                                                                            |                                       | Oudegracht 191                        | 52° 5' 19" NB, 5° 7' 16" OL | 36526  | Meer afbeeldingen |
| Pottenberch | Werk-woonhuis             |                                                                            |                                       | Oudegracht 193                        | 52° 5' 19" NB, 5° 7' 16" OL | 36527  | Meer afbeeldingen |
| Pand met lijstgevel met empire-ornament | Werk-woonhuis             | ca. 1800                                                                   |                                       | Oudegracht 205                        | 52° 5' 18" NB, 5° 7' 16" OL | 36528  | Meer afbeeldingen |
| Pand met lijstgevel | Werk-woonhuis             | 19e eeuw                                                                   |                                       | Oudegracht 209                        | 52° 5' 17" NB, 5° 7' 16" OL | 36529  | Meer afbeeldingen |
| Het Speygel | Woonhuis                  | 19e eeuw                                                                   |                                       | Oudegracht 211                        | 52° 5' 17" NB, 5° 7' 16" OL | 36530  | Meer afbeeldingen |
| Jacobsgasthuis | Werk-woonhuis             | 18e eeuw                                                                   |                                       | Oudegracht 213                        | 52° 5' 17" NB, 5° 7' 16" OL | 36531  | Meer afbeeldingen |
| Valckenstein/De Zon | Werk-woonhuis             | 14e eeuw, 2e kwart                                                         | onbekend                              | Oudegracht 215(-217)                  | 52° 5' 17" NB, 5° 7' 16" OL | 36532  | Meer afbeeldingen |
| Den Ouden Puth | Woonhuis                  | eerste helft 14e eeuw                                                      |                                       | Oudegracht 219                        | 52° 5' 16" NB, 5° 7' 16" OL | 36533  | Meer afbeeldingen |
| De Swaen | Woonhuis                  | 19e eeuw (pand) middeleeuwen (zijgevel)                                    |                                       | Oudegracht 223                        | 52° 5' 16" NB, 5° 7' 17" OL | 36534  | Meer afbeeldingen |
| Pand met lijstgevel | Werk-woonhuis             | 19e eeuw                                                                   |                                       | Oudegracht 225                        | 52° 5' 16" NB, 5° 7' 17" OL | 36535  | Meer afbeeldingen |
| De Drie Kronen (of: In de 3 krone) | Werk-woonhuis             | 17e eeuw                                                                   |                                       | Oudegracht 227-229                    | 52° 5' 16" NB, 5° 7' 17" OL | 36536  | Meer afbeeldingen |
| De Vergulde Wan | Werk-woonhuis             | 18e eeuw                                                                   |                                       | Oudegracht 231                        | 52° 5' 15" NB, 5° 7' 17" OL | 36537  | Meer afbeeldingen |
| In de Blavwe Hen | Woonhuis                  | 17e eeuw                                                                   |                                       | Oudegracht 235                        | 52° 5' 15" NB, 5° 7' 16" OL | 36538  | Meer afbeeldingen |
| Gildekamer der Zakkendragers | Werk-woonhuis             | 1622 (poort)                                                               |                                       | Oudegracht 237A                       | 52° 5' 15" NB, 5° 7' 17" OL | 36539  | Meer afbeeldingen |
| Pand met lijstgevel | Werk-woonhuis             | 19e eeuw                                                                   |                                       | Oudegracht 239                        | 52° 5' 15" NB, 5° 7' 17" OL | 36540  | Meer afbeeldingen |
| Pand met lijstgevel | Werk-woonhuis             | 19e eeuw                                                                   |                                       | Oudegracht 241                        | 52° 5' 14" NB, 5° 7' 17" OL | 36541  | Meer afbeeldingen |
| Pand met lijstgevel met hoog zadeldak, boven de vensters bogen met natuurstenen blokken                                                                   | Woonhuis                  | 17e eeuw                                                                   |                                       | Oudegracht 243                        | 52° 5' 14" NB, 5° 7' 17" OL | 36542  | Meer afbeeldingen |
| Oudegracht 245 (Tivoli NV-huis) | Klooster, kloosteronderdl | 1839                                                                       |                                       | Oudegracht 245                        | 52° 5' 14" NB, 5° 7' 17" OL | 36543  | Meer afbeeldingen |
| De Witte Leeu | Werk-woonhuis             | 19e eeuw                                                                   |                                       | Oudegracht 249                        | 52° 5' 14" NB, 5° 7' 17" OL | 36544  | Meer afbeeldingen |
| Pand met gevel met rechte kroonlijst | Werk-woonhuis             | 19e eeuw                                                                   |                                       | Oudegracht 251                        | 52° 5' 13" NB, 5° 7' 18" OL | 36545  | Meer afbeeldingen |
| Pand met lijstgevel met schilddak | Woonhuis                  | 18e eeuw                                                                   |                                       | Oudegracht 257                        | 52° 5' 13" NB, 5° 7' 17" OL | 36546  | Meer afbeeldingen |
| Pand met lijstgevel met natuurstenen banden en dito blokken in bogen boven de vensters                                                                    | Woonhuis                  | 17e eeuw                                                                   |                                       | Oudegracht 259                        | 52° 5' 13" NB, 5° 7' 17" OL | 36547  | Meer afbeeldingen |
| Pand met lijstgevel, gesausd | Woonhuis                  |                                                                            |                                       | Oudegracht 261                        | 52° 5' 13" NB, 5° 7' 17" OL | 36548  | Meer afbeeldingen |
| De Drie Schabellen | Werk-woonhuis             |                                                                            |                                       | Oudegracht 267                        | 52° 5' 12" NB, 5° 7' 18" OL | 36549  | Meer afbeeldingen |
| Pand met gevel met rechte kroonlijst | Woonhuis                  |                                                                            |                                       | Oudegracht 269                        | 52° 5' 12" NB, 5° 7' 18" OL | 36550  | Meer afbeeldingen |
| Pand met gevel met rechte kroonlijst | Woonhuis                  |                                                                            |                                       | Oudegracht 271                        | 52° 5' 11" NB, 5° 7' 18" OL | 36551  | Meer afbeeldingen |
| Pand met lijstgevel | Woonhuis                  | eerste helft 19e eeuw                                                      |                                       | Oudegracht 273                        | 52° 5' 11" NB, 5° 7' 18" OL | 36552  | Meer afbeeldingen |
| Pand met lijstgevel met consoles | Woonhuis                  | 18e eeuw                                                                   |                                       | Oudegracht 275                        | 52° 5' 11" NB, 5° 7' 18" OL | 36553  | Meer afbeeldingen |
| De Rooster | Woonhuis                  | 17e eeuw                                                                   |                                       | Oudegracht 279                        | 52° 5' 10" NB, 5° 7' 19" OL | 36554  | Meer afbeeldingen |
| De drie Ringen | Werk-woonhuis             |                                                                            |                                       | Oudegracht 281                        | 52° 5' 10" NB, 5° 7' 18" OL | 36555  | Meer afbeeldingen |
| Pand met gevel met rechte kroonlijst | Werk-woonhuis             | 19e eeuw                                                                   |                                       | Oudegracht 289                        | 52° 5' 9" NB, 5° 7' 18" OL  | 36556  | Meer afbeeldingen |
| Pand met gevel met rechte kroonlijst | Werk-woonhuis             |                                                                            |                                       | Oudegracht 291                        | 52° 5' 9" NB, 5° 7' 19" OL  | 36557  | Meer afbeeldingen |
| Pand met gevel met rechte kroonlijst | Woonhuis                  |                                                                            |                                       | Oudegracht 293                        | 52° 5' 9" NB, 5° 7' 19" OL  | 36558  | Meer afbeeldingen |
| Pand met gevel met rechte kroonlijst | Woonhuis                  |                                                                            |                                       | Oudegracht 295                        | 52° 5' 9" NB, 5° 7' 19" OL  | 36559  | Meer afbeeldingen |
| De Olyphant | Werk-woonhuis             | 18e eeuw                                                                   |                                       | Oudegracht 299                        | 52° 5' 9" NB, 5° 7' 19" OL  | 36560  | Meer afbeeldingen |
| Pand met lijstgevel | Woonhuis                  | tweede helft 19e eeuw                                                      |                                       | Oudegracht 301                        | 52° 5' 8" NB, 5° 7' 19" OL  | 36561  | Meer afbeeldingen |
| Klein Leeuwenberg | Werk-woonhuis             | 19e eeuw                                                                   |                                       | Oudegracht 305                        | 52° 5' 8" NB, 5° 7' 19" OL  | 36562  | Meer afbeeldingen |
| Leeuwenberg | Woonhuis                  | 14e eeuw, 1e helft                                                         | onbekend                              | Oudegracht 307                        | 52° 5' 8" NB, 5° 7' 20" OL  | 36563  | Meer afbeeldingen |
| Pand met gevel met rechte kroonlijst | Werk-woonhuis             | eerste helft 19e eeuw                                                      |                                       | Oudegracht 311                        | 52° 5' 7" NB, 5° 7' 20" OL  | 36564  | Meer afbeeldingen |
| Pand met gevel met rechte kroonlijst | Woonhuis                  | tweede helft 19e eeuw                                                      |                                       | Oudegracht 313                        | 52° 5' 7" NB, 5° 7' 20" OL  | 36565  | Meer afbeeldingen |
| Pand met gevel met rechte kroonlijst | Werk-woonhuis             | tweede helft 19e eeuw                                                      |                                       | Oudegracht 315                        | 52° 5' 7" NB, 5° 7' 19" OL  | 36566  | Meer afbeeldingen |
| Pand met brede getande lijstgevel met schilddak | Werk-woonhuis             | 18e eeuw                                                                   |                                       | Oudegracht 317                        | 52° 5' 7" NB, 5° 7' 20" OL  | 36568  | Meer afbeeldingen |
| Grijsesteijn | Werk-woonhuis             | 14e eeuw, vanaf de 17e eeuw grootschalig verbouwd                          | onbekend                              | Oudegracht 319                        | 52° 5' 6" NB, 5° 7' 20" OL  | 36569  | Meer afbeeldingen |
| De Morgenster | Woonhuis                  | herbouwd na brand in ca. 1959                                              |                                       | Oudegracht 323                        | 52° 5' 6" NB, 5° 7' 20" OL  | 36570  | Meer afbeeldingen |
| Pand met klokgevel | Woonhuis                  |                                                                            |                                       | Oudegracht 325                        | 52° 5' 6" NB, 5° 7' 20" OL  | 36571  | Meer afbeeldingen |
| Pand op nr. 327 met o.a. gepleisterde lijstgevel | Werk-woonhuis             | vermoedelijk 17e eeuw (waterkelder)                                        |                                       | Oudegracht 327                        | 52° 5' 6" NB, 5° 7' 20" OL  | 36572  | Meer afbeeldingen |
| Pand met trapgevel | Werk-woonhuis             | 17e eeuw                                                                   |                                       | Oudegracht 329                        | 52° 5' 5" NB, 5° 7' 20" OL  | 36573  | Meer afbeeldingen |
| Pand met lijstgevel | Werk-woonhuis             | tweede helft 19e eeuw                                                      |                                       | Oudegracht 331                        | 52° 5' 5" NB, 5° 7' 20" OL  | 36574  | Meer afbeeldingen |
| Pand met lijstgevel | Werk-woonhuis             | 18e eeuw                                                                   |                                       | Oudegracht 333                        | 52° 5' 5" NB, 5° 7' 20" OL  | 36575  | Meer afbeeldingen |
| Pand met lijstgevel | Woonhuis                  | 18e eeuw                                                                   |                                       | Oudegracht 335                        | 52° 5' 5" NB, 5° 7' 20" OL  | 36576  | Meer afbeeldingen |
| Pand met lijstgevel | Werk-woonhuis             | 19e eeuw                                                                   |                                       | Oudegracht 337                        | 52° 5' 5" NB, 5° 7' 21" OL  | 36577  | Meer afbeeldingen |
| 't Cromhout | Werk-woonhuis             | 18e eeuw                                                                   |                                       | Oudegracht 339A                       | 52° 5' 5" NB, 5° 7' 21" OL  | 36578  | Meer afbeeldingen |
| Pand met lijstgevel | Werk-woonhuis             | 19e eeuw                                                                   |                                       | Oudegracht 341                        | 52° 5' 4" NB, 5° 7' 20" OL  | 36579  | Meer afbeeldingen |
| Pand met lijstgevel | Werk-woonhuis             | 19e eeuw                                                                   |                                       | Oudegracht 343                        | 52° 5' 4" NB, 5° 7' 21" OL  | 36580  | Meer afbeeldingen |
| Pand met lijstgevel | Werk-woonhuis             | tweede helft 19e eeuw                                                      |                                       | Oudegracht 347                        | 52° 5' 4" NB, 5° 7' 21" OL  | 36581  | Meer afbeeldingen |
| Pand met lijstgevel | Woonhuis                  | tweede helft 19e eeuw                                                      |                                       | Oudegracht 349                        | 52° 5' 4" NB, 5° 7' 20" OL  | 36582  | Meer afbeeldingen |
| Pand met hoge gevel met rechte kroonlijst met consoles | Werk-woonhuis             | 18e eeuw                                                                   |                                       | Oudegracht 351                        | 52° 5' 3" NB, 5° 7' 21" OL  | 36583  | Meer afbeeldingen |
| Pand met lijstgevel | Woonhuis                  | eerste helft 19e eeuw                                                      |                                       | Oudegracht 357                        | 52° 5' 3" NB, 5° 7' 21" OL  | 36584  | Meer afbeeldingen |
| Pand met lijstgevel | Woonhuis                  | eerste helft 19e eeuw                                                      |                                       | Oudegracht 359                        | 52° 5' 3" NB, 5° 7' 21" OL  | 36585  | Meer afbeeldingen |
| Pand met lijstgevel | Werk-woonhuis             | 19e eeuw                                                                   |                                       | Oudegracht 361                        | 52° 5' 2" NB, 5° 7' 21" OL  | 36586  | Meer afbeeldingen |
| Pand met lijstgevel | Woonhuis                  | tweede helft 19e eeuw                                                      |                                       | Oudegracht 363                        | 52° 5' 2" NB, 5° 7' 21" OL  | 36587  | Meer afbeeldingen |
| Hoekpand van twee bouwlagen, een kap loodrecht op de straat en kelders                                                                                    | Woonhuis                  | 17e eeuw                                                                   |                                       | Oudegracht 64                         | 52° 5' 41" NB, 5° 7' 1" OL  | 450476 | Meer afbeeldingen |
| Huis met 19e-eeuwse gevel, bestaande uit drie bouwlagen een mansardekap met voorschild, een kelder en een werfkelder                                      | Woonhuis                  | middeleeuwen                                                               |                                       | Oudegracht 140                        | 52° 5' 31" NB, 5° 7' 3" OL  | 450477 | Meer afbeeldingen |
| Huis bestaande uit drie bouwlagen, een kap loodrecht op de straat, een kelder en een werfkelder                                                           | Woonhuis                  | 16e eeuw                                                                   |                                       | Oudegracht 173                        | 52° 5' 21" NB, 5° 7' 15" OL | 450478 | Meer afbeeldingen |
| Huis, met een gevel uit circa 1850, met drie bouwlagen, een zadeldak loodrecht op de straat en kelders                                                    | Werk-woonhuis             | oudste deel 13e eeuw                                                       |                                       | Oudegracht 199                        | 52° 5' 18" NB, 5° 7' 16" OL | 450479 | Meer afbeeldingen |
| Luttickenhuys | Werk-woonhuis             | eind 14e eeuw                                                              |                                       | Oudegracht 207                        | 52° 5' 18" NB, 5° 7' 16" OL | 450480 | Meer afbeeldingen |
| Cleyn Schonenborch | Woonhuis                  | middeleeuwen                                                               |                                       | Oudegracht 336                        | 52° 5' 7" NB, 5° 7' 23" OL  | 450481 | Meer afbeeldingen |
| Bedrijfsgebouw op de werf, behorende bij brouwerij "De Boog" die hier aan de Oudegracht lag                                                               | Woonhuis                  | eerste helft 18e eeuw en ouder                                             |                                       | Oudegracht 369H Oudegracht 371H t/m P | 52° 5' 1" NB, 5° 7' 22" OL  | 450482 | Meer afbeeldingen |
| Pand met gevelteken brouwerij "De Boog" en klokgevel, twee bouwlagen, drie traveeën breed                                                                 | Werk-woonhuis             | 18e eeuw                                                                   |                                       | Oudegracht 371                        | 52° 5' 1" NB, 5° 7' 21" OL  | 450483 | Meer afbeeldingen |
| Huis van twee lagen, een kap evenwijdig aan de straat, een kelder en een werfkelder                                                                       | Woonhuis                  | middeleeuwen                                                               |                                       | Oudegracht 405                        | 52° 4' 57" NB, 5° 7' 21" OL | 450484 | Meer afbeeldingen |
| Huis van twee lagen, een kap evenwijdig aan de straat, een kelder en een werfkelder                                                                       | Woonhuis                  | middeleeuwen                                                               |                                       | Oudegracht 407                        | 52° 4' 57" NB, 5° 7' 21" OL | 450485 | Meer afbeeldingen |
| Drie herenhuizen tot warenhuis samengevoegd | Winkel                    | 1865                                                                       |                                       | Oudegracht 137                        | 52° 5' 29" NB, 5° 7' 2" OL  | 514234 | Meer afbeeldingen |
| Voormalig warenhuis ("Magazijn De Zon") | Winkel                    | 1850-1924                                                                  | o.a. C. Kramm                         | Oudegracht 167 Choorstraat 3+5        | 52° 5' 29" NB, 5° 7' 10" OL | 514250 | Meer afbeeldingen |
| Winkelwoonhuis gebouwd in eclectische stijl opgetrokken met neo-renaissance elementen                                                                     | Winkel                    | 1897                                                                       | W.J. van Vogelpoel                    | Oudegracht 203                        | 52° 5' 18" NB, 5° 7' 16" OL | 514253 | Meer afbeeldingen |
| Herenhuis in overwegend neo-renaissancestijl | Woonhuis                  | 1870                                                                       |                                       | Oudegracht 354 Eligenhof 15,19,23,25  | 52° 5' 5" NB, 5° 7' 24" OL  | 514269 | Meer afbeeldingen |
| Woonwinkelpand, meermalen verbouwd ouder pand met voorgevel met interieur met stilistische ontlening aan het werk van S. van Ravesteyn                    | Woonhuis                  | 1911 (gevel)                                                               |                                       | Oudegracht 255+A+B+Brandstraat 19+21  | 52° 5' 13" NB, 5° 7' 18" OL | 514271 | Meer afbeeldingen |
| Voormalig modemagazijn "Gerzon" | Winkel                    | 1914-1918                                                                  | J. van der Lip                        | Oudegracht 161                        | 52° 5' 29" NB, 5° 7' 7" OL  | 514272 | Meer afbeeldingen |